# Herrarnas tvåa utan styrman i rodd vid olympiska sommarspelen 1984
Herrarnas tvåa utan styrman i rodd vid olympiska sommarspelen 1984 avgjordes mellan den 30 juli och 5 augusti 1984.

## Medaljörer
| Gren              | Guld                             | Silver                                           | Brons                                        |
| Tvåa utan styrman | Petru Iosub och Valer Toma (ROM) | Fernando Climent och Luis María Lasúrtegui (ESP) | Hans Magnus Grepperud och Sverre Løken (NOR) |

## Resultat

### Final
| Placering | Roddare                                    | Land         | Tid     |
| --------- | ------------------------------------------ | ------------ | ------- |
| 1         | Petru Iosub och Valer Toma                 | Rumänien     | 6:45,39 |
| 2         | Fernando Climent och Luis María Lasúrtegui | Spanien      | 6:48,87 |
| 3         | Hans Magnus Grepperud och Sverre Løken     | Norge        | 6:51,81 |
| 4         | Thomas Möllenkamp och Axel Wöstmann        | Västtyskland | 6:52,53 |
| 5         | Marco Romano och Pasquale Aiese            | Italien      | 6:55,88 |
| 6         | Dave De Ruff och John Strotbeck, III       | USA          | 6:58,46 |